# Orgilus oehlkei
Orgilus oehlkei är en stekelart som beskrevs av Taeger 1989. Orgilus oehlkei ingår i släktet Orgilus och familjen bracksteklar. Inga underarter finns listade i Catalogue of Life.